# Deoclona
Deoclona is een geslacht van vlinders van de familie tastermotten (Gelechiidae), uit de onderfamilie Deocloninae.

## Soorten
- D. complanata (Meyrick, 1922)
- D. eriobotryae (Turner, 1939)
- D. xanthoselene (Walsingham, 1911)
- D. yuccasella Busck, 1903